# Sørlandet (1927)
Sorlandet (norw. Sørlandet transkrypcja ang. Soerlandet) – najstarsza użytkowana trójmasztowa fregata, zbudowana w roku 1927, w stoczni Høivolds Mek. Verksted (Kristiansand, Norwegia). Jako pierwszy norweski statek szkolny w 1933 r. pokonał Atlantyk. Imię statku tłumaczy się jako południowa ziemia i pochodzi od południowego regionu Norwegii o tej samej nazwie. 
Żaglowiec uczestniczył w regatach pierwszej oficjalnej edycji regat Tall Ships' Races w roku 1956 oraz w latach: 1960, 1962, 1964, 1966, 1968, 1980, 2003, 2004, 2005, 2007.